# Gaultheria borneensis
Gaultheria borneensis är en ljungväxtart som beskrevs av Otto Stapf. Gaultheria borneensis ingår i släktet Gaultheria och familjen ljungväxter. Inga underarter finns listade i Catalogue of Life.